# Henry Augustus Smyth

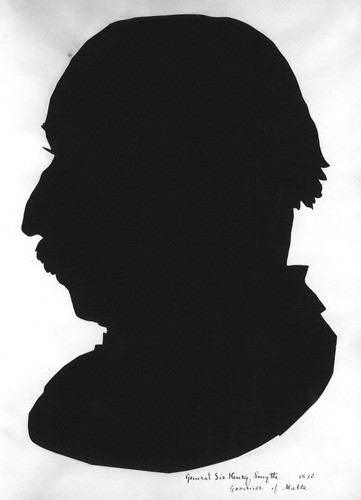
Sir Henry Smyth, av Francis Smyth Baden-Powell

Henry Augustus Smyth,född 25 november 1825 död 1906, var guvernör över Malta, general och kommendant över brittiska artilleriet. Född på St James's Street, London. Han var tredje son till amiral William Henry Smyth (1788–1865) med dennes hustru Annarella.